# Giovana Cordeiro
Giovana de Souza Cordeiro (Rio de Janeiro, 16 de novembro de 1996) é uma atriz brasileira. Na televisão, ficou conhecida por interpretar Xaviera Buckminster em Mar do Sertão. No cinema, se destacou como Nina, protagonista de Carnaval.

## Carreira
Cordeiro começou a atuar ainda criança, e, aos nove anos, interpretou em um comercial a nadadora Joana Maranhão, em sua primeira aparição na televisão. Iniciou um curso de artes cênicas em 2014.
Sua primeira atuação na TV foi em Dois Irmãos, na Rede Globo em 2017, gravada em 2015. Na minissérie, interpretando a empregada doméstica Celeste, fez cenas quentes com Cauã Reymond (Omar). Após, participou do filme Ela é o Cara.
Em 2017 interpretou, na novela global Rock Story, a personagem Stefany. Faria, inicialmente, apenas uma pequena participação, entretanto acabou agradando os diretores e retornou para ficar até o fim da novela. Em Rock Story, Néia (Ana Beatriz Nogueira) contrata Stefany como diarista para acabar com o romance de seu filho, o cantor Léo Régis (Rafael Vitti), com Diana (Alinne Moraes). Léo e Stefany acabam desenvolvendo uma amizade colorida na trama. Interpretou a prostituta Cléo, na novela O Outro Lado do Paraíso. No folhetim global, Cléo tem um envolvimento amoroso com o garimpeiro Mariano (Juliano Cazarré), que torna-se seu primeiro namorado. O caso dos dois não é apoiado por sua avó, a mística Mercedes (Fernanda Montenegro). Mariano, por sua vez, tem relações afetivas com a vilã Sophia (Marieta Severo) e com a filha adotiva dela, Lívia (Grazi Massafera). Cléo é abandonada por Mariano, e decide se prostituir para esquecer esta desilusão amorosa, até apaixonar-se verdadeiramente por seu cliente, Xodó (Anderson Tomazini) 
Em 2018, faz uma participação em Malhação: Vidas Brasileiras. Em 2019, atuou em Verão 90 no papel de Moana, amiga de João (Rafael Vitti). Em 2022 fez uma breve participação em Pantanal como Generosa, mãe de José Lucas (Irandhir Santos). 
Ganhou destaque entre 2022 e 2023 em Mar do Sertão, substituindo repentinamente a atriz Jéssica Ellen, que descobriu estar grávida, no papel da trambiqueira Xaviera Buckminster. Esse papel lhe proporcionou, em 2023, a oportunidade de interpretar a protagonista Luna Coelho em Fuzuê, novela das 19h da TV Globo, marcando seu primeiro protagonismo em novelas. Em 2024, foi convidada a reviver a icônica Xaviera na reta final de No Rancho Fundo, em uma participação especial no epílogo da novela, Mar do Sertão. No mesmo ano, protagonizou ao lado de Filipe Bragança o filme Meu Sangue Ferve por Você, que posteriormente ganhou uma versão estendida como série no Disney+.

## Vida pessoal
Filha de Flávio Trivella Cordeiro e Lilian de Souza, Giovana tem duas irmãs mais velhas, Natália e Daniela. Entre 2016 e 2017, namorou por um ano e meio o veterinário Pável Reymond, irmão do ator Cauã Reymond. Em 2019, assumiu o namoro com o ator Giuliano Laffayete, com quem se relacionou até março de 2025.

## Filmografia

### Televisão
| Ano  | Título                             | Personagem                  | Notas                                    |
| ---- | ---------------------------------- | --------------------------- | ---------------------------------------- |
| 2016 | Rock Story                         | Stefany                     |                                          |
| 2017 | Dois Irmãos                        | Celeste                     |                                          |
| 2017 | O Outro Lado do Paraíso            | Cleonice Santos Lima (Cleo) |                                          |
| 2018 | Malhação: Vidas Brasileiras        | Maria Carolina Lima (Carol) | Episódios: "28 de junho–10 de julho"     |
| 2019 | Verão 90                           | Moana Aguiar                |                                          |
| 2022 | Pantanal                           | Fátima Carvalho (Generosa)  | Episódio: "28 de março"                  |
| 2022 | Mar do Sertão                      | Xaviera Buckminster         |                                          |
| 2023 | Fuzuê                              | Luna Coelho Montebello      |                                          |
| 2024 | Meu Sangue Ferve por Você: A Série | Magali West                 |                                          |
| 2024 | No Rancho Fundo                    | Xaviera Buckminster         | Episódios: "24 de outubro–1 de novembro" |
| 2025 | The Masked Singer Brasil           | Participante (4° lugar)     | Temporada 5                              |
| 2025 | Dona de Mim                        | Bárbara Bessa               |                                          |

### Cinema
| Ano  | Título                     | Papel       |
| ---- | -------------------------- | ----------- |
| 2019 | Socorro, Virei Uma Garota! | Patricinha  |
| 2021 | Carnaval                   | Nina        |
| 2024 | Meu Sangue Ferve por Você  | Magali West |

## Teatro
| Ano  | Título                                                                          | Papel    |
| ---- | ------------------------------------------------------------------------------- | -------- |
| 2019 | Erêndira - A Incrível e Triste História de Cândida Erêndira e Sua Avó Desalmada | Erêndira |

## Prêmios e indicações
| Ano  | Prêmio                              | Categoria                 | Trabalho                  | Resultado |
| ---- | ----------------------------------- | ------------------------- | ------------------------- | --------- |
| 2023 | Prêmio Noticiasdetv.com             | Melhor Atriz Jovem Adulta | Mar do Sertão             | Venceu    |
| 2023 | Acervo Awards                       | Atriz do Ano              | Mar do Sertão             | Indicado  |
| 2023 | Prêmio ArteBlitz de Novela          | Melhor Atriz Coadjuvante  | Mar do Sertão             | Indicada  |
| 2024 | Los Angeles Brazilian Film Festival | Melhor Atriz              | Meu Sangue Ferve por Você | Indicada  |